# Odalisque à la robe persane jaune
Odalisque à la robe persane jaune est un tableau du peintre français Henri Matisse réalisé fin janvier 1937. Cette huile sur toile est une variation tardive sur le thème de l'odalisque, que l'artiste a déjà amplement développé dans les années 1920 avec une série justement appelée Odalisques. Elle représente une femme vêtue d'une robe jaune rayée de mauve assise à côté d'un vase de fleurs posé sur une table bleue d'origine algérienne. L'œuvre est conservée au Philadelphia Museum of Art, à Philadelphie, aux États-Unis.

## Expositions
- Matisse. Cahiers d'art – Le tournant des années 1930, musée de l'Orangerie, Paris, 2023 — n°136.